# جون روذرفورد (سياسي)
جون روذرفورد (بالإنجليزية: John Rutherford)‏ هو ضابط شرطة وسياسي أمريكي، ولد في 2 سبتمبر 1952 في أوماها في الولايات المتحدة. حزبياً، نشط في الحزب الجمهوري. في انتخابات مجلس النواب الأمريكي 2016، انتخب عضو مجلس النواب الأمريكي عن دائرة Florida's 4th congressional district ‏ وقد انضم خلال فترته النيابية ‏ (3 يناير 2017 – 3 يناير 2019)  للكتلة البرلمانية الحزب الجمهوري وانتخب عضو مجلس النواب الأمريكي وانتخب شريف (2003 – 2015).

## وصلات خارجية
- الموقع الرسمي